# Radu Aldulescu
Radu Aldulescu (ur. 17 września 1922 w Piteasca, zm. 19 marca 2006 w Nicei) – rumuński wiolonczelista.

## Życiorys
Ukończył konserwatorium w Bukareszcie, gdzie jego nauczycielem był Dimitrie Dinicu. Od 1943 roku pełnił funkcję koncertmistrza teatru operowego, a od 1950 roku filharmonii w Bukareszcie. Od 1950 roku występował w trio ze Ștefanem i Valentinem Gheorghiu. Był laureatem konkursów muzycznych w Genewie (1946), Pradze (1950) i Berlinie (1951). W latach 1961–1963 wykładał w konserwatorium w Bukareszcie. Prowadził letnie kursy muzyczne w Weimarze (1963–1964), Santiago de Compostela (1965–1967), Taorminie (1968–1971), Rzymie (1968, 1971) i Grenadzie (1971). W 1972 roku założył trio smyczkowe, w którym występował wspólnie z Salvatorem Accardo i Luigim Alberto Bianchim.